# Vännäs-Bjurholms pastorat
Vännäs-Bjurholms pastorat är ett pastorat i Södra Västerbottens kontrakt i Luleå stift i Vännäs kommun och Bjurholms kommun i Västerbottens län. 
Pastoratet bildades 2014 genom sammanläggning av pastoraten:
- Vännäs pastorat
- Bjurholms pastorat

Pastoratet består av följande församlingar:
- Vännäs församling
- Bjurholms församling

Pastoratskod är 110216